# 李家明
李家明（1945年—），男，云南昆明人，中国原子分子物理学家，清华大学，上海交通大学双聘教授，中国科学院院士，第三世界科学院院士。

## 生平
1945年出生于云南昆明。1968年毕业于国立台湾大学电机系，获工程学士学位。
1974年获芝加哥大学物理学博士学位。1974年在芝加哥大学物理系担任助理研究员。1975年至976年在匹兹堡大学物理天文系担任助理研究员。1977年至1978年在罗彻斯特大学激光能量研究所担任高级助理研究。
1979年自美国到中国大陆，在中国科学院物理研究所担任副研究员，并于1983年担任研究员职务。1997年担任清华大学教授，任清华大学原子分子纳米科学研究中心主任。2003年担任上海交通大学物理系教授，成为清华大学与上海交通大学的双聘教授。

## 奖项和荣誉
- 1986年获得国际理论物理中心的 Kastler 奖
- 1990年获中国科学院自然科学奖二等奖
- 1990年被评为中国科学院有突出贡献的中青年专家
- 1991年被评为中国科学院学部委员（院士）
- 1992年获中国科学院自然科学奖二等奖
- 1992年被评为第三世界科学院院士
- 2002年获得国家科技部何梁何利科技进步奖